# Soupe d'ailerons de requin

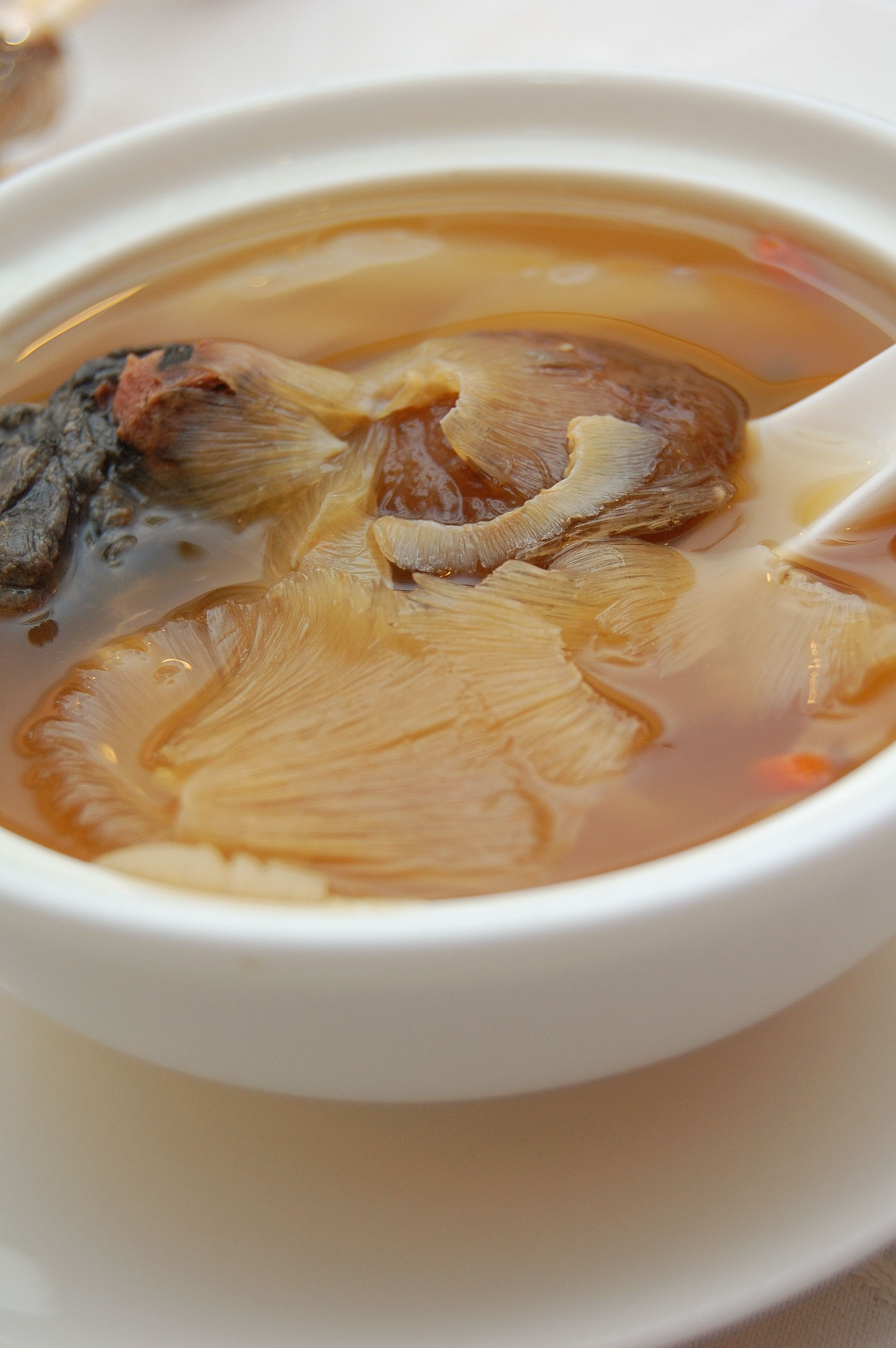
Soupe d'ailerons de requin.

La soupe d'ailerons de requin  (ou soupe aux ailerons de requin) est une soupe chinoise préparée depuis l'époque de la dynastie Ming,, habituellement servie lors d'occasions spéciales comme les mariages et banquets, ou proposée comme produit de luxe typique de la culture chinoise. 

## Histoire
La consommation de cette soupe a augmenté considérablement avec l'élévation du niveau de vie de la classe moyenne chinoise. L'augmentation de cette nouvelle demande - combinée à l'importance du rôle du requin prédateur dans l'océan - a pu modifier considérablement les écosystèmes océaniques. Les défenseurs des animaux et des écologistes contestent son usage, cité également comme facteur contributif direct dans le déclin mondial de nombreuses espèces de requins,,, via la pratique du « Shark finning » (« pêche aux ailerons »).
Une pétition incite la Commission européenne à envisager l'interdiction du commerce de ce produit en 2023. 

## Nutrition
Selon de plus en plus de personnes, la valeur nutritionnelle et gustative serait limitée, voire nulle. En mars 2011, Ding Liguo, député chinois, déclare « Les recherches montrent que leur valeur nutritionnelle est [liée] à celle de la volaille, de la peau de poisson, de la viande ou des œufs, [alors que par contre] les ailerons n'ont aucun goût ». Une étudiante canadienne d’origine chinoise cherche à lutter contre cette coutume en déclarant notamment : « L’aileron en lui-même n’a pas de goût, il apporte simplement de la texture au breuvage. Si la soupe est bonne, c’est grâce à la saveur du bouillon et aux morceaux de poulet qui l’accompagnent ». D'après Juliet Eilperin, « les ailerons manquent tellement de goût qu'il faut les bouillir pendant six à huit heures avec du bouillon de poulet et du jambon chinois pour qu'ils prennent de la saveur »,.

## Composition

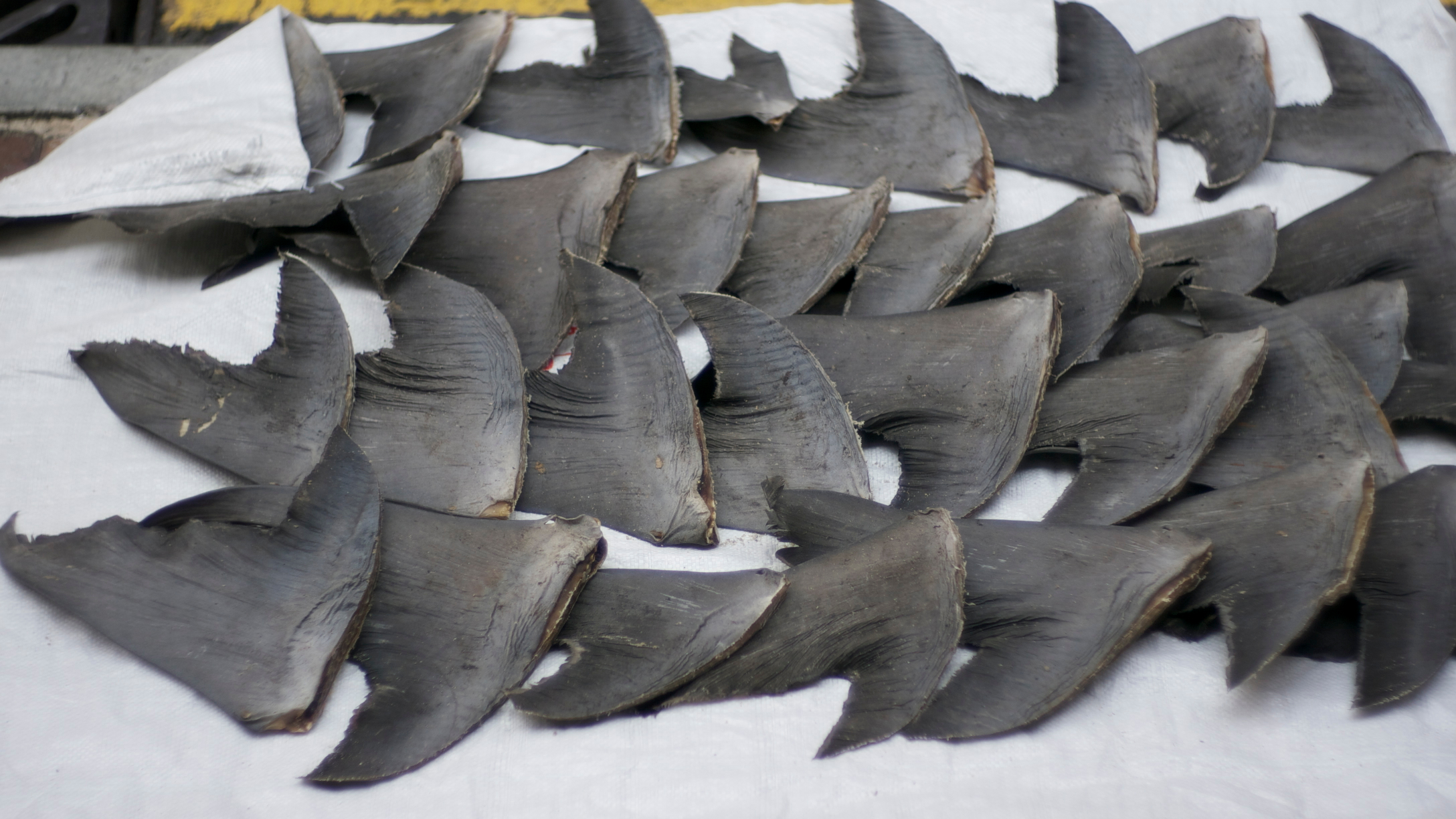
Ailerons de requins à Hong Kong.

## Sources